# Catocala actaea
Catocala actaea és una espècie de papallona nocturna de la subfamília Erebinae i la família Erebidae.

## Distribució
Aquesta espècie pot ser trobada al Japó, la Península de Corea, l'est de Rússia i el nord de la Xina.

## Descripció
Pot assolir 52-60 mm d'envergadura alar.
Aquestes papallones tenen les ales anteriors de colors críptics. Les ales posteriors són majoritàriament negroses, amb una ratlla blanca i una petita taca blanca al centre.

## Subespècies
- Catocala actaea actaea
- Catocala actaea nigricans (Mell, 1939) (Shanxi)